# Emmi
Emmi ist ein in erster Linie weiblicher Vorname.

## Herkunft und Bedeutung
Beim Namen Emmi handelt es sich um einen Diminutiv verschiedener Vornamen, die mit Em- beginnen, in erster Linie Emma und Emilia.

## Verbreitung
In Finnland war Emmi in den 2000er Jahren sehr beliebt. Seit 2014 gehört er jedoch nicht mehr zu den 50 meistgewählten Mädchennamen. Auch in Schweden, Norwegen und Dänemark kommt der Name regelmäßig vor und wird dabei fast ausschließlich von Frauen getragen.
In Deutschland befindet sich der Name Emmi aktuell in einem Aufwärtstrend. Seit der Mitte der 2000er Jahre kommt er regelmäßig in den Vornamensstatistiken vor. Im Jahr 2021 belegte Emmi bereits Rang 102 der Hitliste. Dabei trugen etwa 68 % der Namensträgerinnen den Namen in der Schreibweise Emmi, ca. 29 % in der Schreibweise Emmy und etwa 3 % Emmie.

## Varianten
Neben Emmi existieren die Varianten Emmy und Emmie.

## Namensträgerinnen
- Emmi Bonhoeffer (1905–1991), Tochter von Hans Delbrück, verheiratet mit Klaus Bonhoeffer
- Emmie Charayron (* 1990), französische Triathletin
- Emmi Creola-Maag (1912–2006), Erfinderin der fiktiven Schweizer Köchin Betty Bossi
- Emmi Czarnetzki (1911–1985), deutsche Politikerin und Frauenfunktionärin
- Emmi Dölling (1906–1990), tschechoslowakisch-deutsche Journalistin und Kommunistin
- Emmi Floor (* 1993), finnische Biathletin
- Emmi Hagen (1918–1968), deutsche Medizinerin
- Emmi Handke (1902–1994), deutsche Kommunistin
- Emmi Haux (1904–1987), deutsche Leichtathletin
- Emmi Kalbitzer (1912–1999), deutsche Politikerin
- Emmi Kähler-Meyer (1903–1998), deutsche Afrikanistin
- Emmi Knoche (1881–1970), deutsche Pianistin und Klavierlehrerin
- Emmi Leisner (1885–1958), deutsche Opern-, Lied- und Konzertsängerin
- Emmi Lewald (1866–1946), deutsche Schriftstellerin und Frauenrechtlerin
- Emmi Niemelä (* 1989), finnische Unihockeyspielerin
- Emmi Pikler (1902–1984), ungarische Kinderärztin
- Emmi Ruben (1875–1955), Kunstsammlerin und Mäzenin
- Emmi Silvennoinen (* 1988), finnische Musikerin
- Emmi Walther (1860–1936), deutsche Malerin, Zeichnerin, Aquarellistin und Kunstgewerblerin
- Emmi Welter (1887–1971), deutsche Politikerin und Frauenrechtlerin
- Emmi Wöbbeking (1900–nach 1965), deutsche Operetten-Sängerin und Schauspielerin
- Emmi Zeulner (* 1987), deutsche Politikerin